# ニコニコ生放送アプリ
ニコニコ生放送（ニコニコなまほうそうアプリ）とは、ドワンゴが提供しているニコニコ生放送の視聴や配信ができるモバイルアプリケーション（スマホアプリ）である。当項では、その前身であるnicocasについても記載する。

## 歴史

### 2017年
- 11月28日の「niconico（く）」発表会で「nicocas」を公開。

### 2018年
- 8月1日 - 実験放送用「nicocas」をAndroid版のみでリリース。「ギフト」機能をリリース。

### 2019年
- 4月11日 - ニコニコ生放送の実験放送終了に伴い、ニコニコ生放送のユーザー生放送に対応
- 8月29日 - Android版で「有料生放送視聴機能」を生放送アプリに移管。
- 9月2日 - iOS版で「有料生放送視聴機能」を生放送アプリに移管。
- 11月6日 - 「タイムシフト」機能を生放送アプリに移管。
- 12月11日 - 「生放送視聴機能」を生放送アプリに移管。
- 12月17日 - 機能移管のため強制バージョンアップ。

## 概要
2017年11月、ドワンゴが「nicocas」を発表。当アプリ以前から、ニコニコ動画、ニコニコ生放送の両方を利用可能である、ニコニコ動画アプリがリリースされていたが、nicocasは当時のニコニコ生放送にPC版でも行われていた実験的機能を追加する形の仕様となっている。
2018年8月1日、「nicocas」をAndroid版のみでリリースした（後にiOS版もリリースされている）。アプリをインストールすると自動でニコニコのアカウントが作成されるため、アカウント作成は不要。すでにアカウントも所有している人はログインして利用することができる。
視聴者はニコニコポイントを使用して、「ギフト」機能（バーチャルキャストを利用した放送の場合は「Vギフト」）を贈り放送者を支援することができる。贈られたギフトは「クリエイター奨励プログラム」のスコアに加算。そのスコアに応じた奨励金を受け取ることができる。
また、ギフト機能だけではなく、ゲームやお絵かきツールなど放送を盛り上げる機能も提供(詳細は「ニコニコ新市場」を参照)。プレミアム会員限定で、他の放送や動画を自分の放送に引用する機能や、スマホをサブカメラとして利用することができる「マルチカメラ配信」機能、音声のみの配信ができる「ラジオ」機能、遠くの物体を撮影することが出来る「カメラズーム」機能、ゲームの放送に便利な「画面キャプチャ」機能などがある。最大3Mbpsで視聴でき、フォローしている利用者やチャンネルが放送を開始するとお知らせを受け取ることができる。音声のみを再生する「バックグラウンド再生」にも対応している。
2019年7月末にnicocasアプリは「ニコニコ生放送アプリ」に名称を変更。以降、ニコニコ生放送アプリ内での動画関連の機能を終了、ニコニコ動画アプリも生放送の機能を終了し、それぞれの機能に特化する方針をとった(それぞれのアプリで動画、生放送のページを開くと対応したアプリが起動する)。

## 関連サービス

### nicocas
ニワンゴが運営していたiPhoneアプリからTwitterアカウントでログインし、配信できるライブ動画配信サービス。
nicocas（ニコニコ生放送アプリ）とはサービス名が同じだけで関係がない。
2014年12月12日、「ニコキャス」をリリース。しかし、「出すのが早すぎた」ことを理由に、同年12月15日に終了が発表され、17日に終了。たった5日間のみのサービス提供となった。過去には「ニコニコブックマーク」が2週間強でサービスを終了したが、ニコキャスはそれよりも早い期間でサービスを終了することとなった。

### 実験放送
新機能を実験するための生放送サービス
2017年11月28日の「niconico（く）」発表会で、ニコニコ動画とニコニコ生放送とは三番目のインタフェースとして「nicocas」を公開
2018年5月31日からニコニコ生放送に新機能を追加する為の実験放送が開始された。
2019年4月11日にユーザー生放送へのギフト・ニコニコ新市場の機能追加、およびnicocasアプリからユーザー生放送が配信できるようになったことによりサービスを終了。